# N.K. Jemisin
N.K. Jemisin, właśc. Nora Keita Jemisin (ur. 19 września 1972 w Iowa City) – amerykańska pisarka fantastyki i blogerka. Jej twórczość obejmuje m.in. konflikt kulturowy i prześladowanie poprzez światy fantasy oraz fantastyczno-naukowe.
W 2010 jej opowiadanie Non-Zero Probabilities znalazło się w finale nagród Hugo i Nebula za najlepszą krótką formę literacką. Debiutancka powieść, The Hundred Thousand Kingdoms w 2010 była nominowana do nagrody Nebula i znalazła się w finale nagrody Jamesa Tiptree Jr., w 2011 zaś była nominowana do nagród Hugo, World Fantasy i Locusa, wygrywając nagrodę Locusa za debiut powieściowy, zdobyła również nagrodę Sense of Gender.
W 2016 powieść Piąta pora roku, pierwszy tom cyklu Pęknięta Ziemia, zdobyła nagrodę Hugo za najlepszą powieść, ponadto była nominowana do nagród Nebula, Locus i World Fantasy. Sukces powtórzył drugi tom cyklu Pęknięta Ziemia – Wrota obelisków, zdobywając Nagrodę Hugo oraz otrzymując nominację do nagrody Nebula, Locusa i World Fantasy. Jeszcze bardziej doceniony został trzeci tom cyklu, Kamienne niebo, który zdobył Hugo i Nebulę dla najlepszej powieści oraz Locusa dla najlepszej powieści fantasy. N.K. Jemisin stała się w ten sposób pierwszą autorką w historii, która zdobyła nagrodę Hugo za najlepszą powieść trzykrotnie rok po roku.
Pierwszy tom nowej serii Great Cities, Miasto, którym się staliśmy zdobył nagrodę BSFA dla najlepszej powieści w 2020 i nagrodę Locusa dla najlepszej powieści fantasy w 2021.

## Życiorys
Urodziła się w 19 września 1972 w Iowa City, a dorastała w Nowym Jorku i Mobile. Jej ojciec, Noah Jemisin, jest artystą. Jemisin mieszkała przez dziesięć lat w Massachusetts, następnie przeprowadziła się do Nowego Jorku. W latach 1990–1994 studiowała na Tulane University, gdzie uzyskała tytuł licencjata psychologii. Tytuł magistra pedagogiki uzyskała na Uniwersytecie Marylandu w College Park.
Fantastyką zainteresowała się dzięki powieściom takich autorek, jak Tanith Lee, Octavia Butler i C.S. Friedman. Poza tym jako dziecko i nastolatka interesowała się mitologią. Fantastyka naukowa była bardzo bliska jej ojcu, z którym oglądała seriale Star Trek oraz Strefa mroku.

### Kariera literacka
Zawsze pisała i chciała pisać, jednak jej rodzina nie była do tego przychylnie nastawiona. Dopiero po ukończeniu 30 lat zaczęła tworzyć profesjonalnie, gdy w związku z tworzeniem przeżyła kryzys. Zdecydowała wtedy, że chce zajmować się tym, co naprawdę sprawia jej przyjemność. W ten sposób w 2002 trafiła na warsztaty do „Viable Paradise”, opublikowała szereg opowiadań i ukończyła kilka powieści. Jemisin była członkiem grupy pisarskiej okolic Bostonu „BRAWLers” i jest członkiem grupy pisarzy fantastyki „Altered Fluid”.
W maju 2013 ogłoszono, że będzie jednym z gości honorowych konwentu science fiction „Wiscon” w 2014 w Madison. Będąc gościem honorowym na konwencie „Continuum” w Australii w 2013 w swoim przemówieniu podkreśliła, że 10% członków Science Fiction and Fantasy Writers of America (SWFA) oddało swoje głosy na alt-prawicowego pisarza Theodore Beale’a (znanego również jako Vox Day) w głosowaniu na przewodniczącego SWFA. Mówiąc dalej nazwała Beale’a „rasistą, mizoginem i pełnym nienawiści” i stwierdziła, że milczenie o tych kwestiach jest przyzwoleniem na nie. Beale odpowiedział nazwaniem jej „wykształconą, ale prymitywną dzikuską”. Link do tego komentarza został opublikowany na Twitterze SWFA i Beale w konsekwencji został usunięty z organizacji.
W 2015 była gościem honorowym konwentu Arisia w Bostonie. W maju 2016 zorganizowała zbiórkę na platformie Patreon, która przyniosła jej wystarczające fundusze, by porzucić pracę psychologa terapeuty i poświęcić czas pisaniu.

## Życie prywatne
Mieszka i pracuje na Brooklynie w Nowym Jorku.

## Publikacje

### Powieści

#### Trylogia Dziedzictwa(The Inheritance Trilogy)
- Sto Tysięcy Królestw (The Hundred Thousand Kingdoms) (ang. 2010, pl. listopad 2011)
- The Broken Kingdoms (2010)
- The Kingdom of Gods (2011)[18]

Opowiadanie The Awakened Kingdom, osadzone w świecie The Inheritance Trilogy, zostało wydane wraz z omnibusem trylogii 9 grudnia 2014 r.
Tryptyk Shades in Shadow został wydany 28 lipca 2015 r. Zawierał trzy miniatury literackie, w tym prequel do trylogii.

#### SeriaSen o krwi(Dreamblood)
- Zabójczy Księżyc (The Killing Moon) (ang. 2012, wyd. pol. 2014)[21]
- Mroczne Słońce (The Shadowed Sun) (ang. 2012, wyd. pol. 2014)

#### Trylogia Pękniętej Ziemi(Broken Earth)
- Piąta pora roku (The Fifth Season, 2015, wyd. pol. 2016)
- Wrota obelisków (The Obelisk Gate, 2016, wyd. pol. 2017)
- Kamienne niebo (The Stone Sky, 2017, wyd. pol. 2018)

#### Seria Great Cities
- Miasto, którym się staliśmy(inne języki) (The City We Became 2020, wyd. pol. 2022)
- The World We Make (2022)

#### Inne
- Mass Effect. Andromeda: Inicjacja (ang. sierpień 2016, pl. październik 2018), powieść stanowiąca tło fabularne gry Mass Effect: Andromeda[22]

### Opowiadania
- „L'Alchimista”, opublikowane w Scattered, Covered, Smothered, Two Cranes Press, 2004. Dostępne również jako odcinek w podkaście Escape Pod
- „Too Many Yesterdays, Not Enough Tomorrows”, Ideomancer, 2004.
- „Cloud Dragon Skies”, Strange Horizons, 2005. Również jako odcinek w podkaście Escape Pod
- „Red Riding-Hood’s Child”, Fishnet, 2005.
- „The You Train”, Strange Horizons, 2007.
- „Bittersweet”, Abyss & Apex Magazine, 2007.
- „Narkomanta (The Narcomancer)” (ang. Helix, przedrukowany w Transcriptase, 2007, pl. antologia Epopeja. Legendy fantasy 2015)
- „The Brides of Heaven”, Helix, przedrukowany w Transcriptase, 2007.
- „Playing Nice With God’s Bowling Ball”, Baen's Universe, 2008.
- „The Dancer's War”, opublikowane w Like Twin Stars: Bisexual Erotic Stories, Circlet Press, 2009.
- „Non-Zero Probabilities”, Clarkesworld Magazine, 2009.
- „Sinners, Saints, Dragons, and Haints in the City Beneath the Still Waters”, Postscripts, 2010.
- „On the Banks of the River Lex”, Clarkesworld Magazine, 11/2010
- „The Effluent Engine”, opublikowane w Steam-Powered: Lesbian Steampunk Stories, Torquere Press, 2011
- „The Trojan Girl”, Weird Tales, 2011
- „Valedictorian”, opublikowane w After: Nineteen Stories of Apocalypse and Dystopia, Hyperion Book CH, 2012

### Non-fiction
- Geek Wisdom: The Sacred Teachings of Nerd Culture (napisana wspólnie z Stephen H. Segal, Genevieve Valentine, Zaki Hasan and Eric San Juan, 2011)[23]

## Nagrody i wyróżnienia

### Nagrody
- Nagroda krytyków magazynu Romantic Times za najlepszą powieść fantasy 2010 (The Broken Kingdoms)
- Nagroda Locusa za najlepszy debiut powieściowy 2011 (The Hundred Thousand Kingdoms)
- Sense of Gender Award 2011 (The Hundred Thousand Kingdoms)
- Nagroda krytyków magazynu „Romantic Times” za najlepszą powieść fantasy 2012 (The Shadowed Sun)
- Hugo za najlepszą powieść 2016 Piąta pora roku[16][24]
- Hugo za najlepszą powieść 2017 Wrota obelisków
- Nebula za najlepszą powieść 2017 Kamienne niebo
- Hugo za najlepszą powieść 2018 Kamienne niebo
- Nagroda Locusa dla najlepszej powieści fantasy 2018 Kamienne niebo
- Nagroda BSFA dla najlepszej powieści 2020 The City We Became
- Nagroda Locusa dla najlepszej powieści fantasy 2021 The City We Became

### Nominacje
- Rekomendacja do nagrody Parallax, Carl Brandon Society 2006 (Cloud Dragon Skies)
- Hugo za najlepszą miniaturę literacką 2010 (Non-Zero Probabilities)
- Nebula za najlepszą miniaturę literacką 2010 (Non-Zero Probabilities)
- Nagroda Jamesa Tiptree Jr. za najlepszą powieść 2010 (The Hundred Thousand Kingdoms)
- Nebula za najlepszą powieść 2011 (The Hundred Thousand Kingdoms)
- Hugo za najlepszą powieść 2011 (The Hundred Thousand Kingdoms)
- World Fantasy za najlepszą powieść 2011 (The Hundred Thousand Kingdoms)
- David Gemmell Morningstar Award za najlepszy debiut fantasy 2011 (The Hundred Thousand Kingdoms)
- Nagroda Williama L. Crawforda, 2011 (The Hundred Thousand Kingdoms)[25]
- Prix Imaginales(inne języki) za najlepszą zagraniczną powieść 2011 (The Hundred Thousand Kingdoms)
- Nebula za najlepszą powieść 2012 (The Kingdom of Gods)
- Nebula za najlepszą powieść 2013 (The Killing Moon)
- World Fantasy za najlepszą powieść 2013 (The Killing Moon)
- Nebula za najlepszą powieść 2016 (Piąta pora roku)
- World Fantasy za najlepszą powieść 2016 (Piąta pora roku)
- Nagroda Locusa za najlepszą powieść fantasy 2016 (Piąta pora roku)
- Hugo za najlepszą miniaturę literacką 2017 (The City Born Great)
- Nebula za najlepszą powieść 2017 (Wrota obelisków)
- World Fantasy za najlepszą powieść 2017 (Wrota obelisków)
- Nagroda Locusa za najlepszą powieść fantasy 2017 (Wrota obelisków)